# 블루재킹

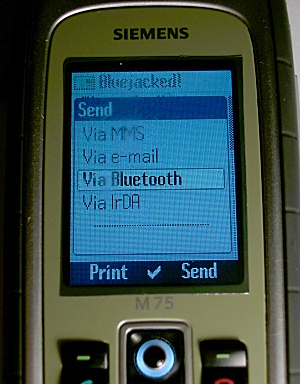
Siemens M75는 사진에 보이는 소니 에릭슨 K600i를 블루재킹하고 있다.

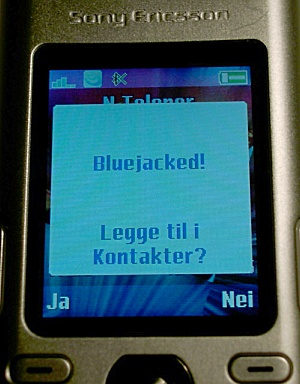
소니 에릭슨 K600i는 Siemens M75에 의해 블루재킹되고 있다. 화면에는 노르웨이어로 "연락처에 추가하시겠습니까?"로 표시되고 있다.

블루재킹(bluejacking)은 블루투스를 통해 휴대 전화, PDA, 랩톱 컴퓨터 등의 블루투스 지원 장치들에 자발적인 메시지들을 보내는 일, 또 이름 필드(예: 블루데이팅, 블루챗)에 메시지를 담은 V카드를 OBEX 프로토콜을 통해 다른 블루투스 지원 장치에 보내는 일을 말한다.
블루투스는 휴대 전화의 경우 대략 10 미터 (32.8 ft)에 이를 정도로 지원 거리에 제한이 컸으나 노트북은 강력한(클래스 1) 전송기를 갖추고 있어서 최대 100 미터 (328 ft)에 도달할 수 있다.

## 기원
블루재킹은 2001년부터 2003년까지 말레이시아의 한 IT 컨설턴트가 자신의 전화를 사용하여 에릭슨을 말레이시아 은행의 노키아 7650 전화 소유자에게 광고함으로써 처음 수행된 것으로 보고되었다. 또, 그는 bluetooth와 자신의 Esato(소닉 에릭슨 팬 온라인 포럼)의 사용자 이름 "ajack"을 결합하여 "블루재킹"이라는 이름을 만들어냈다. 그러나 "재킹"(Jacking)은 무언가를 탈취하는 행위는 하이잭(hijack)의 준말로 많이 줄여쓴다. Ajack의 원래 게시글은 찾기 어려우나 이를 활용한 참조는 2003년 게시글에서 볼 수 있다.

## 같이 보기
- 블루스나핑
- 에어드롭